# 道の駅やんばるパイナップルの丘 安波
道の駅やんばるパイナップルの丘 安波（みちのえき やんばるパイナップルのおか あは）は、沖縄県国頭郡国頭村にある沖縄県道70号国頭東線の道の駅である。

## 概要
沖縄県内で10番目、国頭村内では「道の駅ゆいゆい国頭」に続き2番目、沖縄県道70号線を登録路線とする駅としても「道の駅サンライズひがし」に続き2番目となる道の駅である。

## 歴史
- 2021年（令和3年）6月11日 - 国土交通省より道の駅第55回登録において、「道の駅やんばるパイナップルの丘 安波」として登録[1]。
- 2022年（令和4年）3月30日 - 開駅[2]。

## 施設
- 駐車場：45台
- トイレ：13器
- 情報提供施設
- 観光案内所
- ベビーコーナー
- 非常用電源
- 公衆電話
- 無線LAN
- 物販施設
- 休憩・飲食施設
- 木工房
- 多目的スペース
- キッズスペース
- 森林散策路
- 観察棟

## アクセス
- 沖縄県道70号国頭東線 - 登録路線